# Rimaucourt
Ne doit pas être confondu avec Rumaucourt.
Rimaucourt est une commune française située dans le département de la Haute-Marne, en région Grand Est.

## Géographie

### Hydrographie
La commune est dans la région hydrographique « la Seine de sa source au confluent de l'Oise (exclu) » au sein du bassin Seine-Normandie. Elle est drainée par la Sueurre, la Manoise, divers bras de la Sueurre, le Fossé 01 du Bois Planté et la Manoise,.
La Sueurre, d'une longueur de 29 km, prend sa source dans la commune de Longchamp et se jette  dans le Rognon à Vignes-la-Côte, après avoir traversé huit communes. 

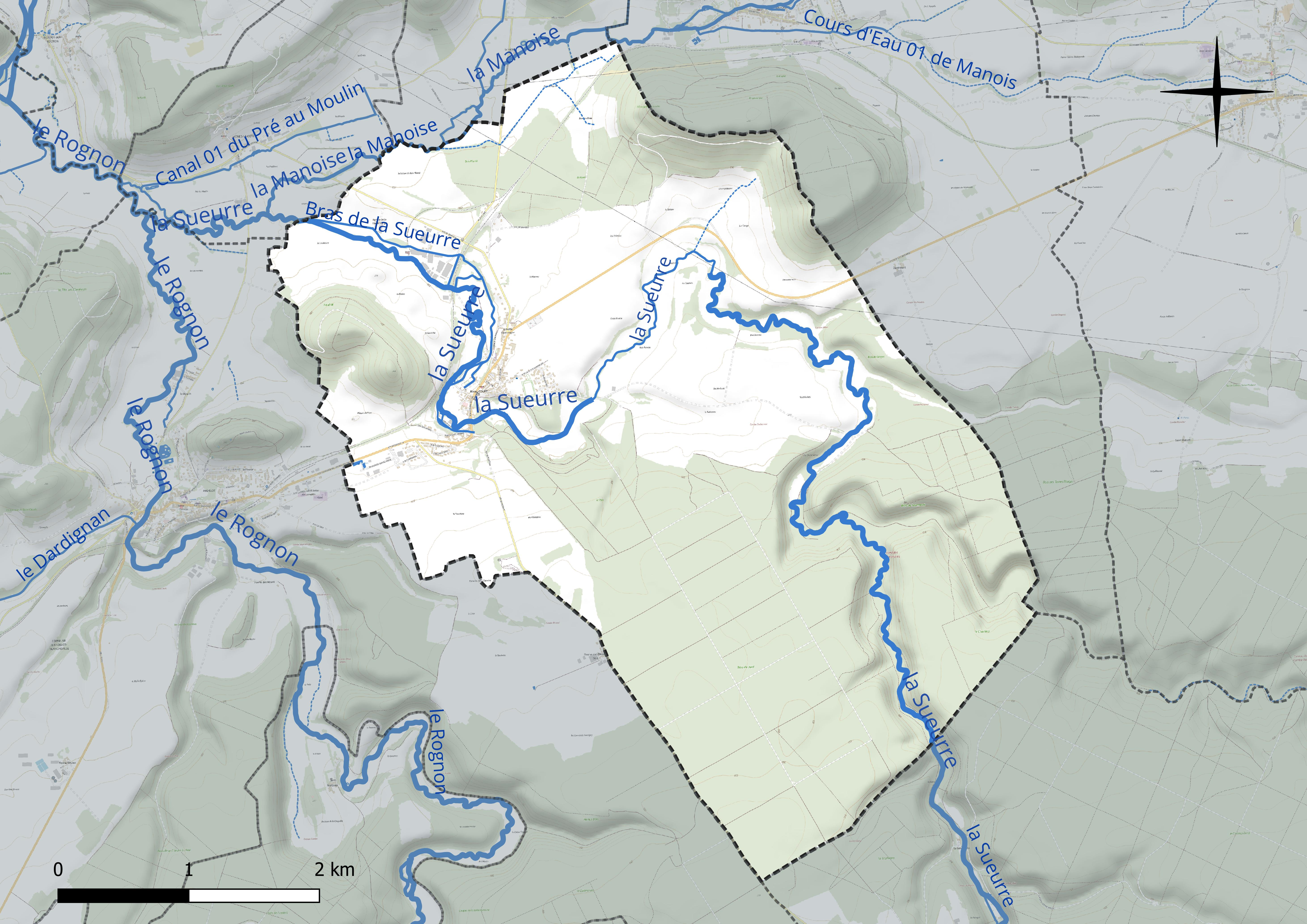
Réseau hydrographique de Rimaucourt.

La Manoise, d'une longueur de 13 km, prend sa source dans la commune de Orquevaux et se jette  dans la Sueurre à Vignes-la-Côte, après avoir traversé six communes. 

### Climat
Pour des articles plus généraux, voir Climat du Grand Est et Climat de la Haute-Marne.
En 2010, le climat de la commune est de type climat de montagne, selon une étude du Centre national de la recherche scientifique s'appuyant sur une série de données couvrant la période 1971-2000. En 2020, Météo-France publie une typologie des climats de la France métropolitaine dans laquelle la commune est exposée à un climat océanique altéré et est dans la région climatique  Lorraine, plateau de Langres, Morvan, caractérisée par un hiver rude (1,5 °C), des vents modérés et des brouillards fréquents en automne et hiver. 
Pour la période 1971-2000, la température annuelle moyenne est de 9,9 °C, avec une amplitude thermique annuelle de 16,7 °C. Le cumul annuel moyen de précipitations est de 994 mm, avec 13,8 jours de précipitations en janvier et 9,8 jours en juillet. Pour la période 1991-2020, la température moyenne annuelle observée sur la station météorologique de Météo-France la plus proche, « Bourdons_sapc », sur la commune de Bourdons-sur-Rognon à 9 km à vol d'oiseau, est de 10,0 °C et le cumul annuel moyen de précipitations est de 1 011,1 mm. 
La température maximale relevée sur cette station est de 40,1 °C, atteinte le 25 juillet 2019 ; la température minimale est de −22,1 °C, atteinte le 20 décembre 2009,,. 
Les paramètres climatiques de la commune ont été estimés pour le milieu du siècle (2041-2070) selon différents scénarios d'émission de gaz à effet de serre à partir des nouvelles projections climatiques de référence DRIAS-2020. Ils sont consultables sur un site dédié publié par Météo-France en novembre 2022.

## Urbanisme

### Typologie
Au 1er janvier 2024, Rimaucourt est catégorisée commune rurale à habitat dispersé, selon la nouvelle grille communale de densité à sept niveaux définie par l'Insee en 2022.
Elle est située hors unité urbaine. Par ailleurs la commune fait partie de l'aire d'attraction de Chaumont, dont elle est une commune de la couronne,. Cette aire, qui regroupe 112 communes, est catégorisée dans les aires de 50 000 à moins de 200 000 habitants,.

### Occupation des sols
L'occupation des sols de la commune, telle qu'elle ressort de la base de données européenne d’occupation biophysique des sols Corine Land Cover (CLC), est marquée par l'importance des forêts et milieux semi-naturels (54,6 % en 2018), une proportion sensiblement équivalente à celle de 1990 (54,5 %). La répartition détaillée en 2018 est la suivante : 
forêts (42,9 %), terres arables (30,8 %), milieux à végétation arbustive et/ou herbacée (11,7 %), prairies (9,1 %), zones urbanisées (2,5 %), zones agricoles hétérogènes (1,6 %), zones industrielles ou commerciales et réseaux de communication (1,4 %). L'évolution de l’occupation des sols de la commune et de ses infrastructures peut être observée sur les différentes représentations cartographiques du territoire : la carte de Cassini (XVIIIe siècle), la carte d'état-major (1820-1866) et les cartes ou photos aériennes de l'IGN pour la période actuelle (1950 à aujourd'hui).

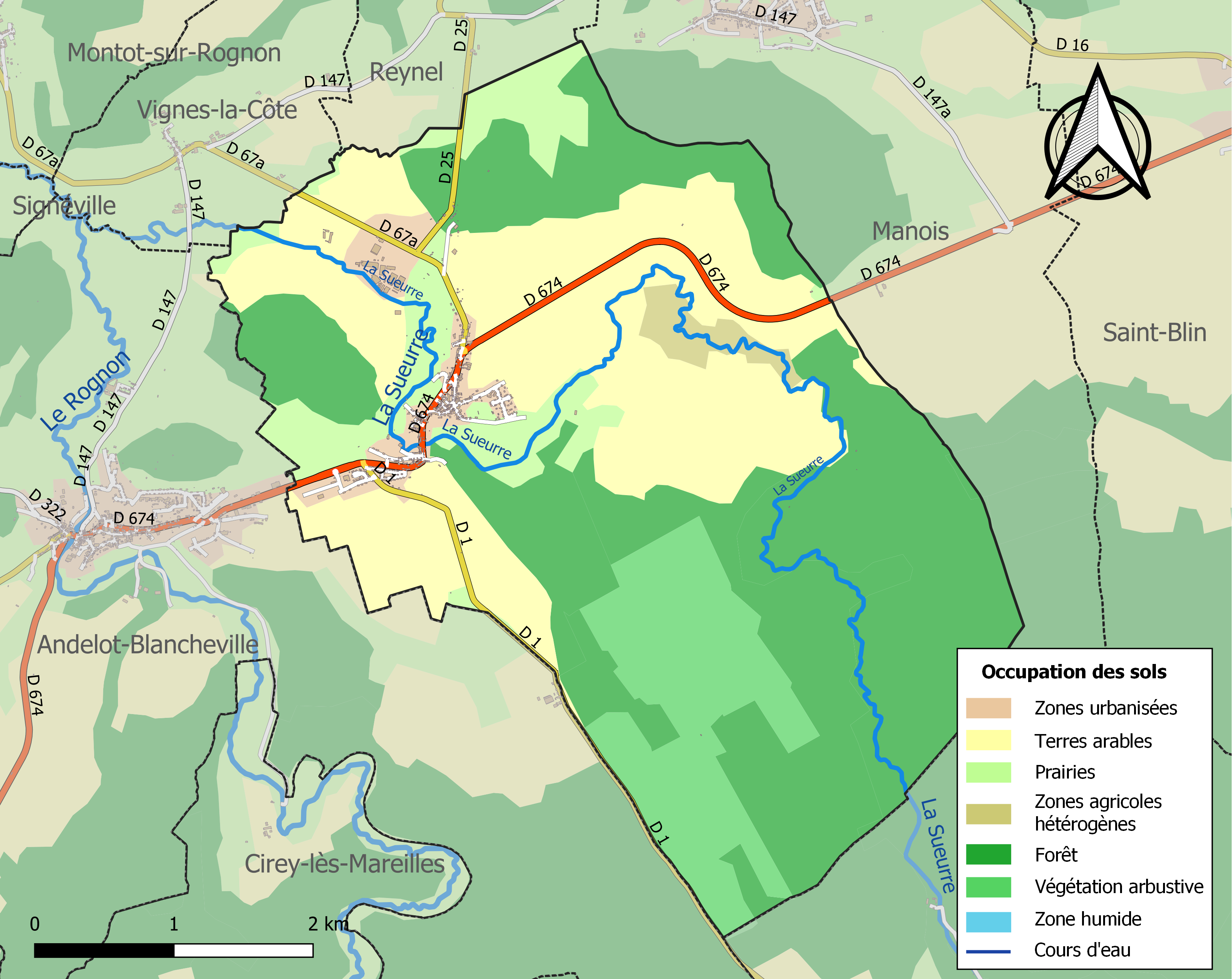
Carte des infrastructures et de l'occupation des sols de la commune en 2018 (CLC).

## Histoire

### Carte de Cassini
|  |  |  |

La carte de Cassini ci-dessus montre qu'au milieu du XVIIIe siècle, Rimaucourt était une paroisse située sur la rive gauche de la rivière La Sueurre.
De l'autre côté de la Grand'Route, le château est représenté également sur la rive gauche de la rivière.
Le Moulin de Rimaucourt, moulin à eau, est symbolisé par une roue dentée sur la rivière.
Au nord, la chapelle Saint-Colombe est aujourdhui disparue.
En aval du village, un fourneau et deux forges sont installés sur la rivière: 
- le fourneau servait à faire fondre le minerai de fer pour en extraire la fonte ou l'acier

- dans les forges, le métal était battu grâce à des marteaux mus par les moulins à eau situés sur La Sueurre :  Les forges fabriquaient déjà en 1669 de la fonte et du fer, et se composaient à cette époque d'un petit haut-fourneau et d'une forge avec deux marteaux hydrauliques [16].

La colline de Barémont contient des vestiges confirmant une occupation romaine.
Entre 1102 et 1174, les seigneurs de Reynel fondèrent un prieuré bénédictin et bâtirent une église, dédiée à saint Pierre et saint Paul.
L'église a connu de lourdes modifications sur une décision de la duchesse Decrès en 1838.
À la fin de la Première Guerre mondiale, un hôpital américain a été construit. Il exploitait plusieurs spécialités de médecine (chirurgiens, dentistes, etc).
Le village était desservi par la ligne de Gudmont à Rimaucourt jusqu'en 1950 et par la Ligne Chaumont - Épinal.

## Population et société

### Démographie

#### Évolution démographique
L'évolution du nombre d'habitants est connue à travers les recensements de la population effectués dans la commune depuis 1793. Pour les communes de moins de 10 000 habitants, une enquête de recensement portant sur toute la population est réalisée tous les cinq ans, les populations de référence des années intermédiaires étant quant à elles estimées par interpolation ou extrapolation. Pour la commune, le premier recensement exhaustif entrant dans le cadre du nouveau dispositif a été réalisé en 2006.

En 2022, la commune comptait 615 habitants, en évolution de −8,35 % par rapport à 2016 (Haute-Marne : −4,62 %, France hors Mayotte : +2,11 %).
| 1793 | 1800 | 1806 | 1821 | 1831 | 1836 | 1841 | 1846 | 1851 |
| ---- | ---- | ---- | ---- | ---- | ---- | ---- | ---- | ---- |
| 465  | 566  | 555  | 612  | 697  | 726  | 778  | 828  | 864  |

| 1856 | 1861  | 1866  | 1872  | 1876  | 1881  | 1886  | 1891  | 1896  |
| ---- | ----- | ----- | ----- | ----- | ----- | ----- | ----- | ----- |
| 817  | 1 003 | 1 104 | 1 023 | 1 046 | 1 170 | 1 011 | 1 154 | 1 127 |

| 1901  | 1906  | 1911  | 1921 | 1926 | 1931 | 1936 | 1946 | 1954 |
| ----- | ----- | ----- | ---- | ---- | ---- | ---- | ---- | ---- |
| 1 116 | 1 091 | 1 100 | 922  | 845  | 791  | 704  | 726  | 724  |

| 1962 | 1968 | 1975 | 1982 | 1990 | 1999 | 2006 | 2011 | 2016 |
| ---- | ---- | ---- | ---- | ---- | ---- | ---- | ---- | ---- |
| 827  | 888  | 828  | 770  | 801  | 753  | 768  | 708  | 671  |

| 2021 | 2022 | - | - | - | - | - | - | - |
| ---- | ---- | - | - | - | - | - | - | - |
| 634  | 615  | - | - | - | - | - | - | - |

## Culture locale et patrimoine

### Lieux et monuments

#### Croix de Fouillot
Rimaucourt est dominée par la colline de Fouillot, culminant à 354 mètres.
La croix de Fouillot fut érigée au sommet de cette colline en 1912.
Elle porte l'inscription :
CRUX DOMINI
ERECTA
IN MONTE FOUILLOT
DIE QUARTA MENSIS AUGUST.
ANNO 1912
La croix a été fabriquée dans les forges de Rimaucourt.
Elle a été restaurée durant l'été 2011 par l'association des sapeurs-pompiers de Rimaucourt.

#### Château
D'après les « dires locaux », le château de Rimaucourt aurait été construit à partir des pierres provenant de la forteresse de Montéclair. La construction du château (qui à l'époque était en fait une maison forte occupée par des chevaliers milites, dépendant du seigneur de Reynel) débuta au XIIe siècle. Les sires de Joinville furent les seigneurs de Rimaucourt.
Le château est reconstruit au milieu du XVIe siècle par la famille de Senailly et remanié au XVIIIe siècle par un riche fermier général : Pierre Guillaume Tavernier de Boullongne, marquis de Buzancy, baron de Rimaucourt trésorier de l'extraordinaire des guerres et secrétaire du roi Louis XV.
Le 20 avril 1809, le duc Decrès devint le propriétaire du château. À la mort du duc, en 1820, la duchesse hérita de l'immense domaine. À la mort de cette dernière, en 1864, ce fut son neveu Louis Napoléon d'Albufera qui hérita du château.
- Château de Rimaucourt,  Inscrit MH (1991)[21].

Le château est ouvert à la visite et propose des chambres d'hôtes.
Le 4 mai 2025, un incendie détruit une dépendance du château.

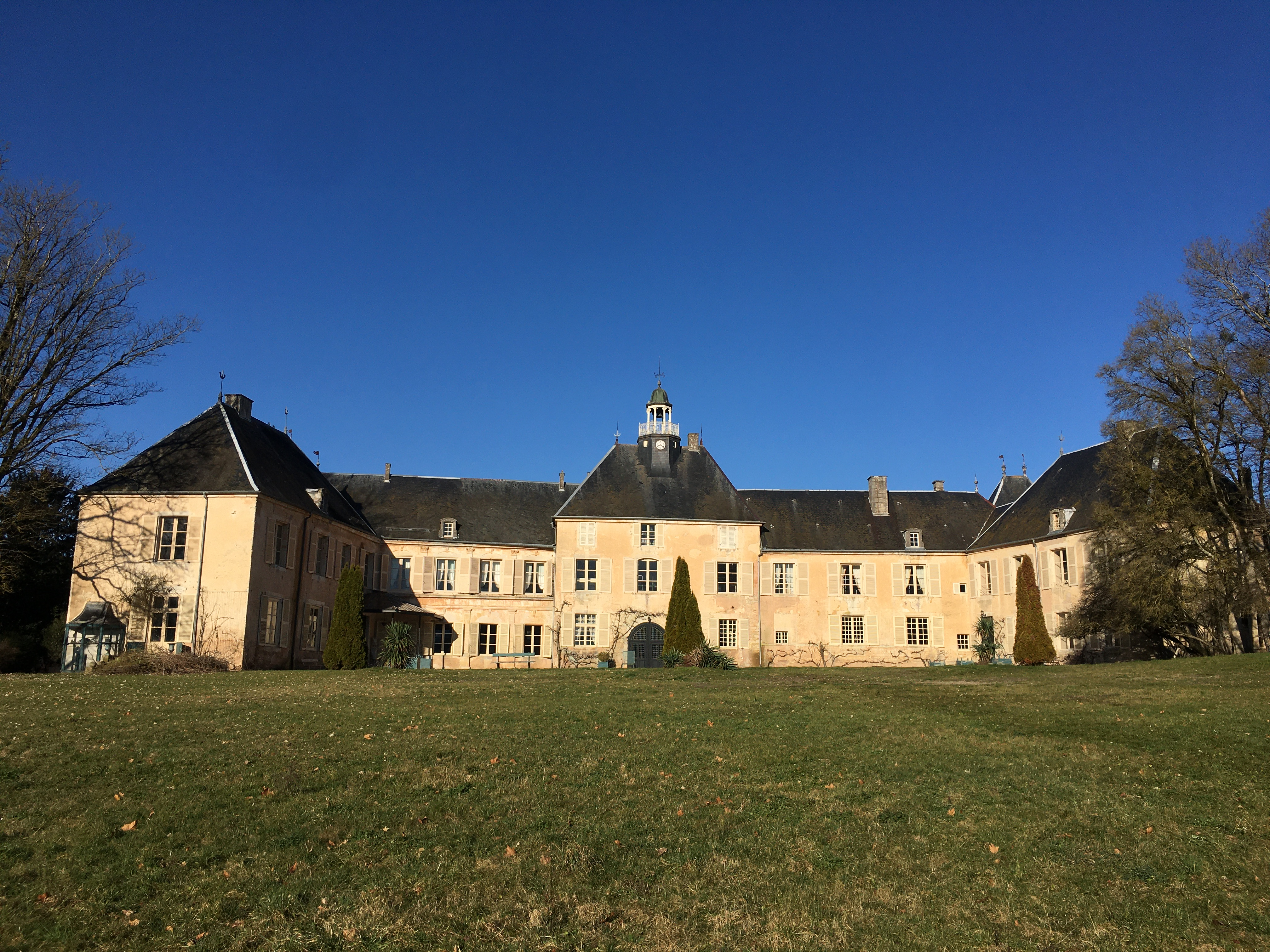
Château de Rimaucourt

#### Église Saint-Pierre-et Saint-Paul
L'église fut construite au XIIe siècle par des moines bénédictins. Avant la Révolution l'église était également prieurale.
La duchesse Decrès transforma l'église à partir de 1838.
Un plafond fut placé par-dessus la nef afin d'isoler thermiquement l'église. Une nouvelle entrée fut placée à la place du chœur des absidioles et l'ancienne porte fut remplacé par un nouveau chœur.
Le 13 octobre 1867, les deux cloches furent bénies. La grosse cloche fut nommée Davida-Isabelle_Marie et la seconde cloche fut nommée Jeanne-Caroline-Eugénie.

### Rimaucourt en cartes postales

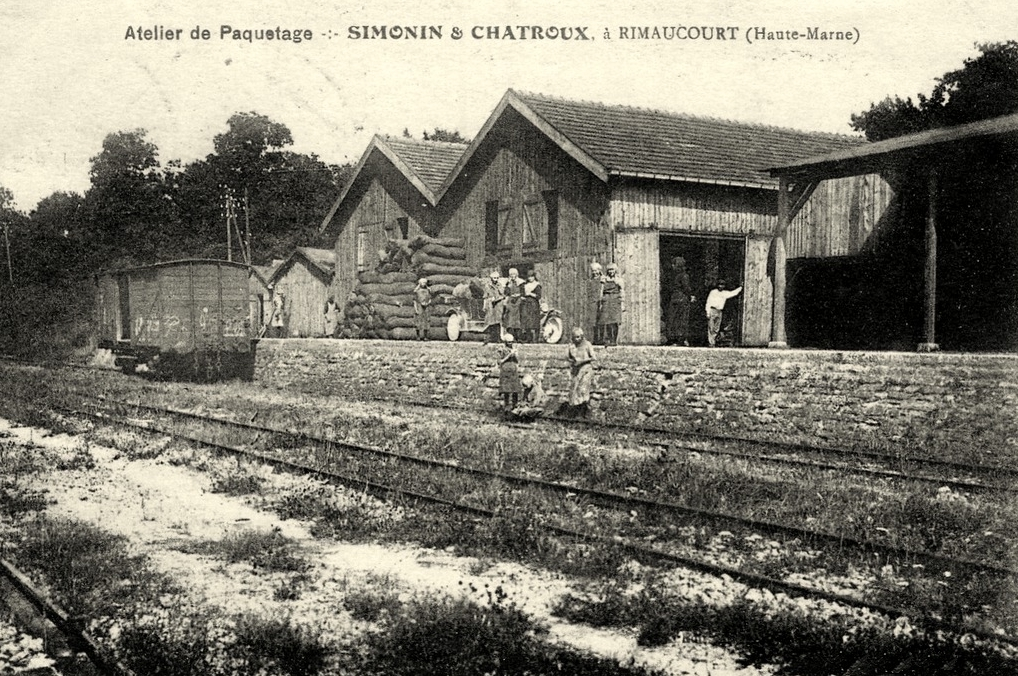
Les ateliers de paquetage vers 1910.
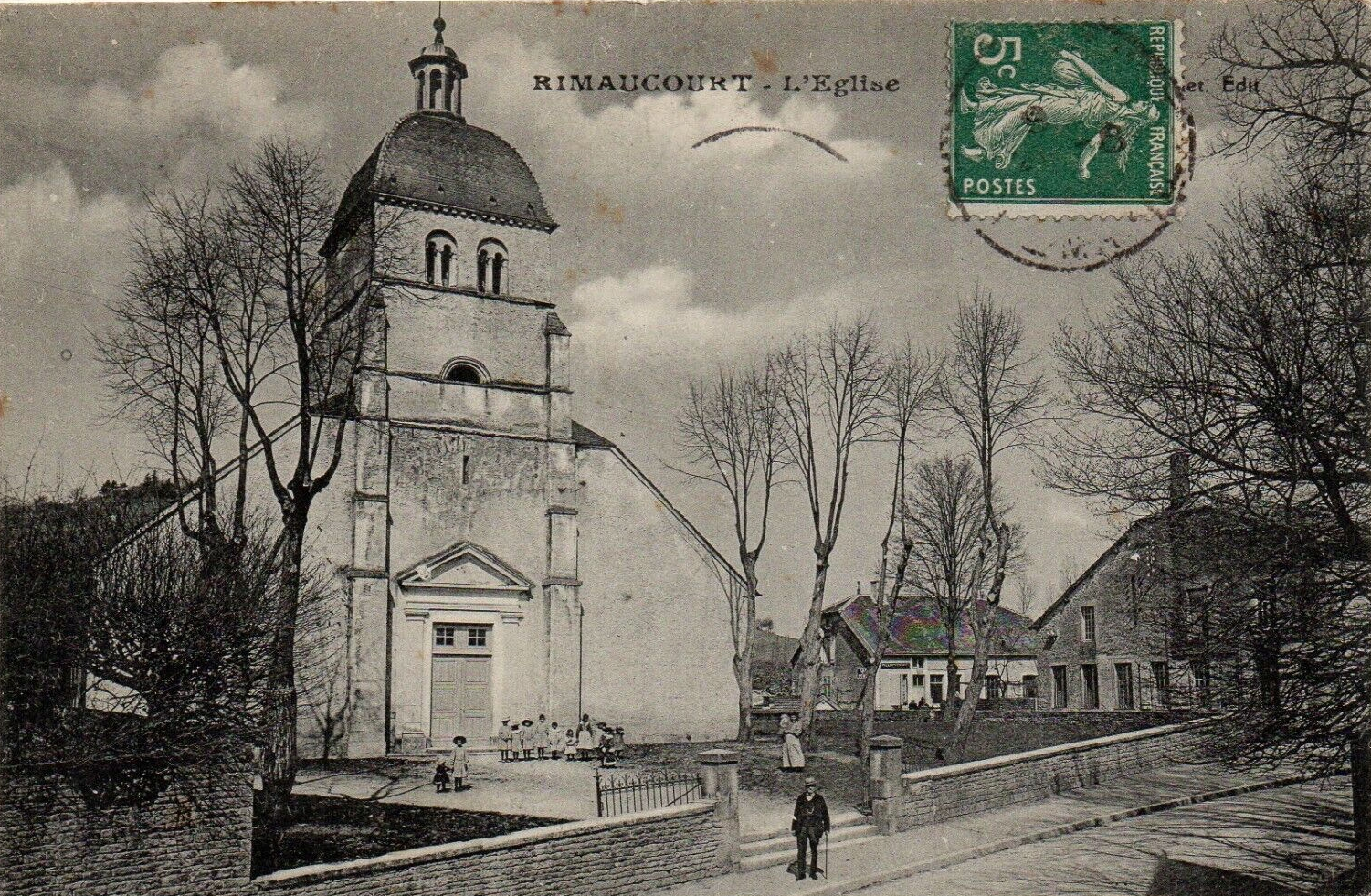
Carte postale de léglise vers 1910.
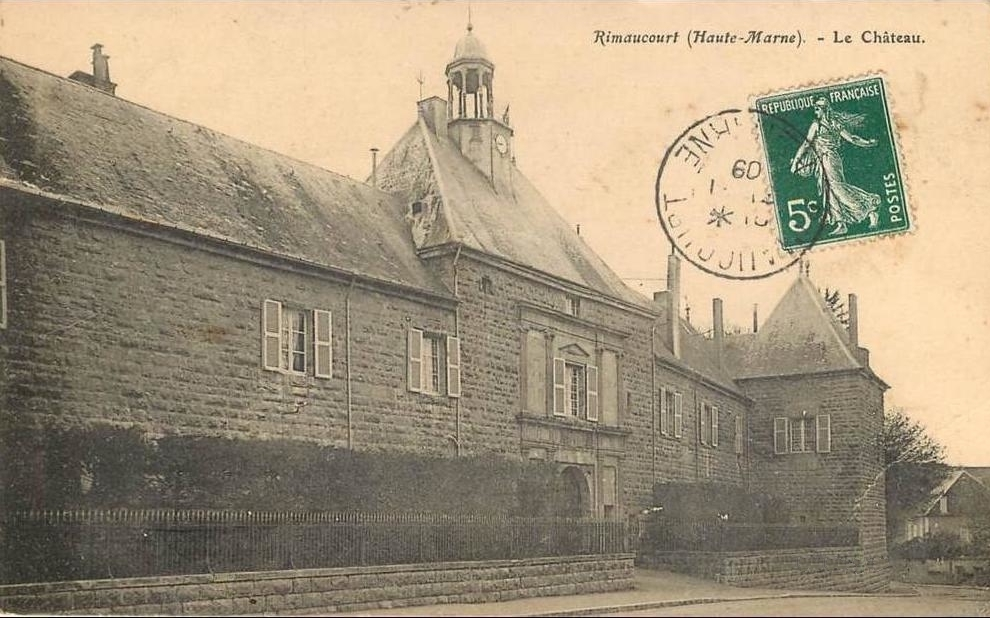
carte postale du château en 1909.
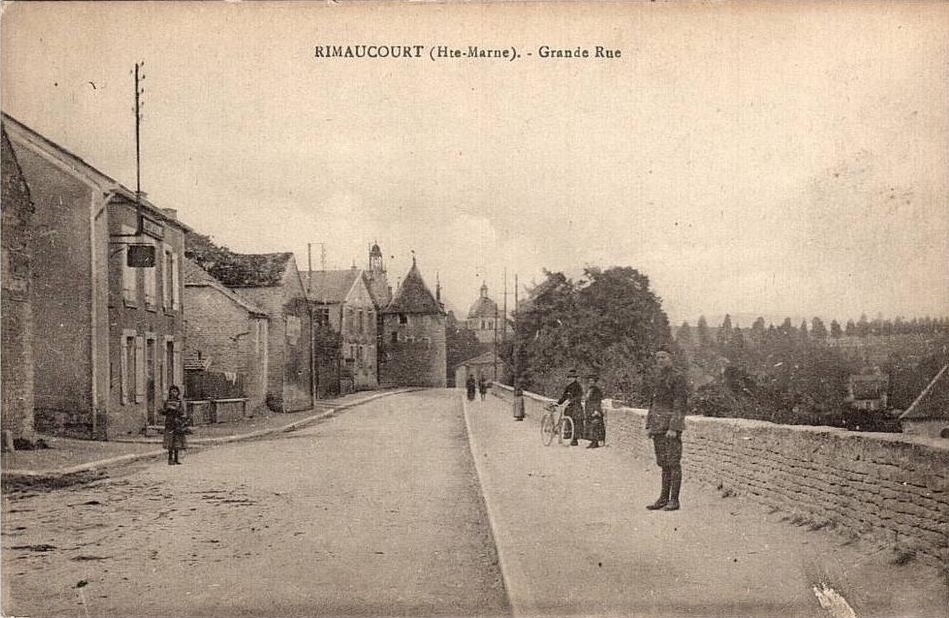
La grande-rue vers 1910.
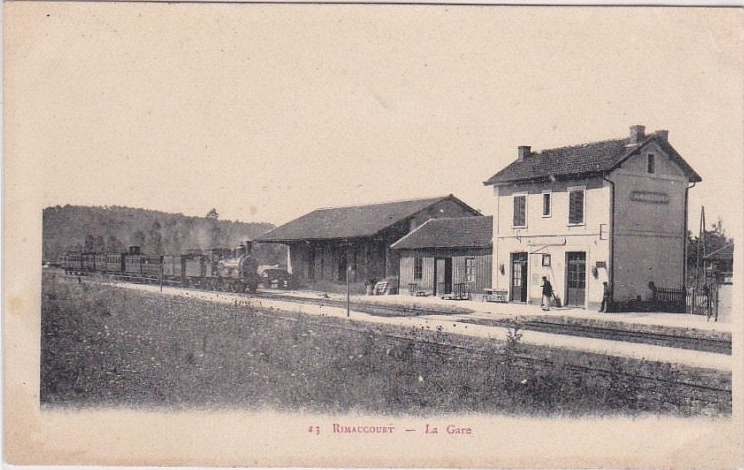
La gare vers 1910.
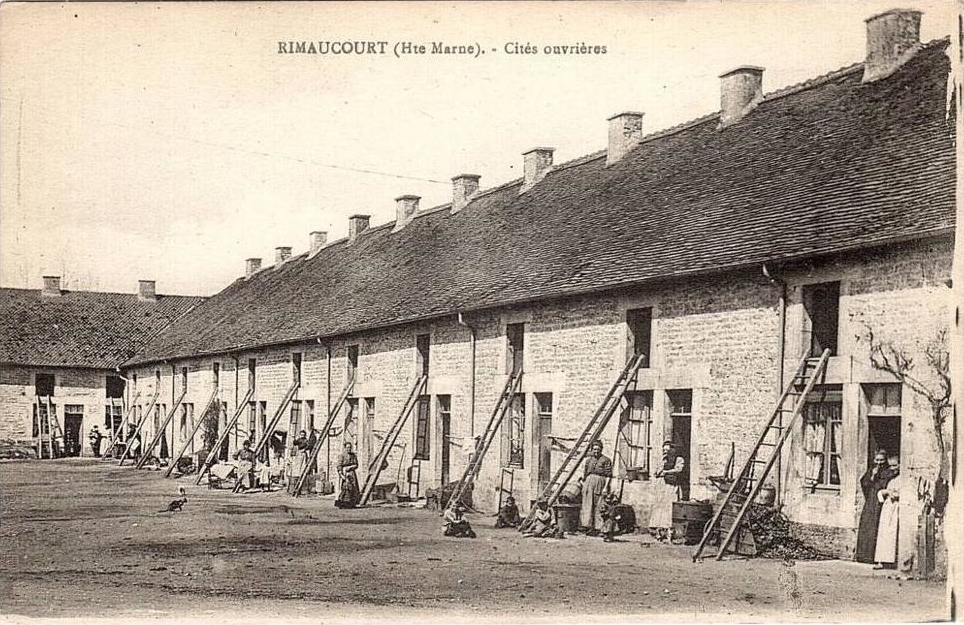
La cité ouvrière des forges vers 1910.

### Personnalités liées à la commune
- Duc Denis Decrès : propriétaire du château.

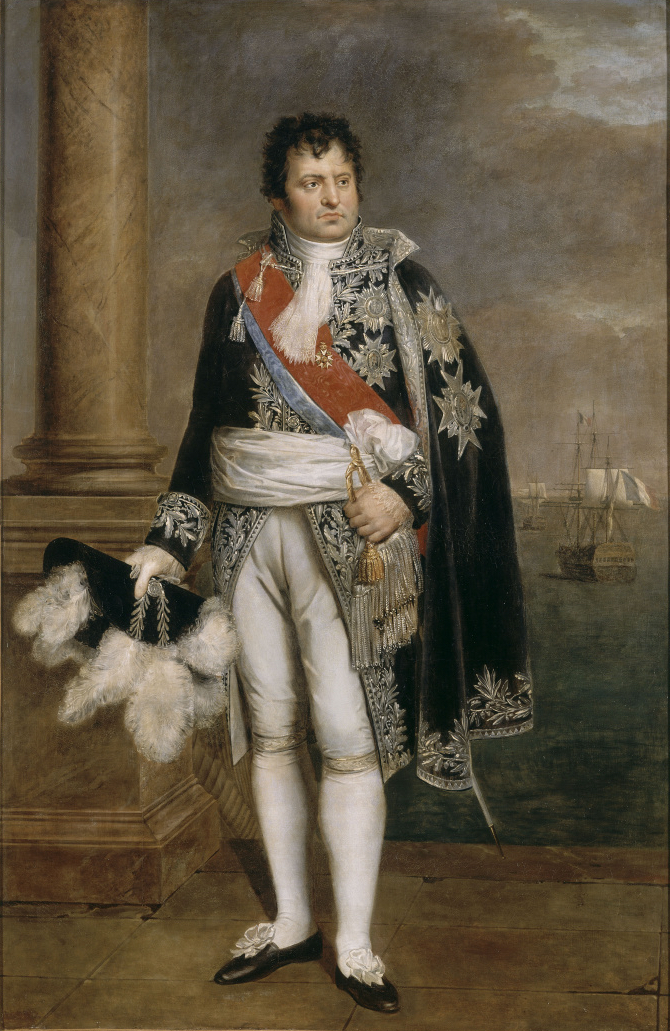
Denis Decrès.

- Jean-Charles-Alexandre Moreau (1760-1840), peintre et architecte français, y est né.
- Joseph Maigrot (1900-1983), athlète français, y est né.

### Héraldique
| Blason de Rimaucourt | Blason  | D'azur à trois croissants d'or, à une ancre d'argent brochant sur le tout ; au chef cousu de gueules chargé de quatorze étoiles d'argent ordonnées 5, 4 & 5. |
| Blason de Rimaucourt | Détails | Armes de Denis Decrès, vice-amiral, ministre de la marine qui possédait le château de Rimaucourt. Les émaux des croissants et de l'ancre ont été ici inversés et le chef était à l'origine semé d'étoiles, symbole de la dignité de duc dans l'héraldique napoléonienne. Le statut officiel du blason reste à déterminer. |
| Blason de Rimaucourt | Alias   | D'azur, à l'aigle d'or (qui est de Noyers), chargée en cœur d'une étoile de sable. Armes de Jean de Noyers, seigneur de Rimaucourt jusqu'en 1412. |